# Konno Hikaru
Konno Hikaru (紺野 ひかる 16 tháng 1 năm 1994 –) là một nữ diễn viên khiêu dâm người Nhật Bản. Cô trước đây thuộc về công ti Lotus Group Tokyo, nhưng do sự tái tổ chức của Lotus Group cô bây giờ thuộc về Funstar Promotion.
Sở thích của cô là xem anime.

## Sự nghiệp・Đời tư
Cô sinh ra tại tỉnh Hokkaidō. Tháng 6/2013, cô ra mắt ngành phim khiêu dâm với tư cách là nữ diễn viên độc quyền của hãng phim khiêu dâm kawaii*.
Sau khi rời kawaii*, cô đã xuất hiện trong nhiều phim với tư cách là một nữ diễn viên tự do.
Tháng 10/2019, cô được đề cử cho GeoTV×Men's Cyzo ADULT AWARD 2019 trong hạng mục Hôn & Fellatio. Cô còn có một cái tên khác là "Quái vật nụ hôn tan chảy".
4/12/2019, cô được đề cử bởi Cherry Bomb.cho giải Nữ diễn viên tại Giải thưởng truyền hình phim khiêu dâm Sky PerfecTV! 2020.
Tháng 2/2020, cô đã nhận giải Nữ diễn viên phụ xuất sắc nhất tại "Giải thưởng Erodemy 2020" được chọn bởi nhà văn phim khiêu dâm của tạp chí Playboy hàng tuần cho vai diễn trong phim mà cô đóng chung với Sakura Mana ""Tiếp theo là đến lượt bạn đúng không?" Người lập kế hoạch đám cưới tuyệt đẹp phiên bản trả thù: Cô ấy bị cưỡng bức hiếp dâm và ép xuất tinh liên tục... Lí do thật sự." (「次は、あなたの番ですよね?」美人ウェディングプランナー復讐編　無理やり犯され、強制連続中出しされ続けた…本当の理由。).
Vào ngày 28/11 cùng năm, cô đã được đề cử bởi Chihara Junior và đã nhận giải Darake! tại sự kiện trao giải của Giải thưởng truyền hình phim khiêu dâm Sky PerfecTV! 2020, trước đó sự kiện đã bị hoãn do sự lây lan của chủng virus corona mới.
Tháng 2/2021, cô xếp thứ 10 trong chương trình "Loạt câu hỏi cho nữ diễn viên khiêu dâm muốn nhận sô cô la của ngày Valentine!" của GeoTV.
Nhà văn phim khiêu dâm đã miêu tả cô rằng cô là một "Kho báu khiêu dâm sống quốc gia", nói rằng cô đã đủ cao và mảnh mai để trở thành người mẫu thời trang. Người ta nói rằng cô là một kho báu quốc gia không chỉ vì vẻ ngoài, mà còn vì khả năng khêu gợi mà có thể dùng trong bất kì vai nào, từ một cô gái dâm đãng đi săn đàn ông đến một cô gái M (khổ dâm) được huấn luyện để phục tùng.